# David Gold (baron Gold)
Pour les articles homonymes, voir Gold.
David Laurence Gold, baron Gold (né le 1er mars 1951) est un avocat britannique et un pair conservateur à la Chambre des lords.

## Biographie
En mars 2011, il crée David Gold & Associates, un cabinet de conseil stratégique. Il est auparavant associé principal en litige chez Herbert Smith LLP, un cabinet d'avocats international dont le siège est à Londres.
Il est créé pair à vie avec le titre de baron Gold, de Westcliff-on-Sea dans le comté d'Essex le 1er février 2011.
En janvier 2013, Rolls-Royce annonce qu'elle avait retenu les services de Lord Gold pour revoir ses politiques mondiales de conformité anti-corruption à la suite d'allégations de corruption en Chine et en Indonésie.
En avril 2015, Lord Gold devient conseiller de Balance Legal Capital LLP, un important fournisseur de financement de litiges basé à Londres.